# Nightmares on Wax
Nightmares on Wax, George Evelyn de son vrai nom, est un disc jockey et musicien britannique originaire de Leeds. Il est également connu sous le nom de DJ EASE. Sa musique est une combinaison de sons électroniques et de rythmes hip-hop, souvent considérée comme chill-out. La musique de Nightmares on Wax est souvent éditée par Warp Records.

## Enfance
George Evelyn est né à Leeds. Son père et sa sœur l'ont initié très jeune à la Soul de Quincy Jones et Curtis Mayfield. Plus tard, il fut fasciné par des morceaux hip hop comme Rapper's Delight et Buffalo Gals.

## Carrière
Nightmares on Wax a été formé à l'origine comme un projet commun avec John Halnon, puis plus tard avec Kevin Harper. Le premier album studio, A Word of Science: The First and Final Chapter, est sorti chez Warp en 1991. Après la sortie de cet album, Harper quitta le groupe pour poursuivre une carrière dans le DJing. Robin Taylor-Firth devint un collaborateur régulier d'Evelyn.
Le deuxième album studio intitulé Smokers Delight, toujours chez Warp, est sorti en 1995. Il est placé à la 15ème place dans la liste des Fact's "50 Best Trip-Hop Albums of All Time". Evelyn sort l'album Carboot Soul en 1999, et Mind Elevation en 2002. En 2005, Evelyn fonde son propre label Wax On.
Il sort In a Space Outta Sound en 2006, Thought So en 2008, Feelin' Good en 2013, et Shape the Future en 2018.

## Galerie

Concert de Nightmares on Wax à La Bellevilloise le 15 février 2018
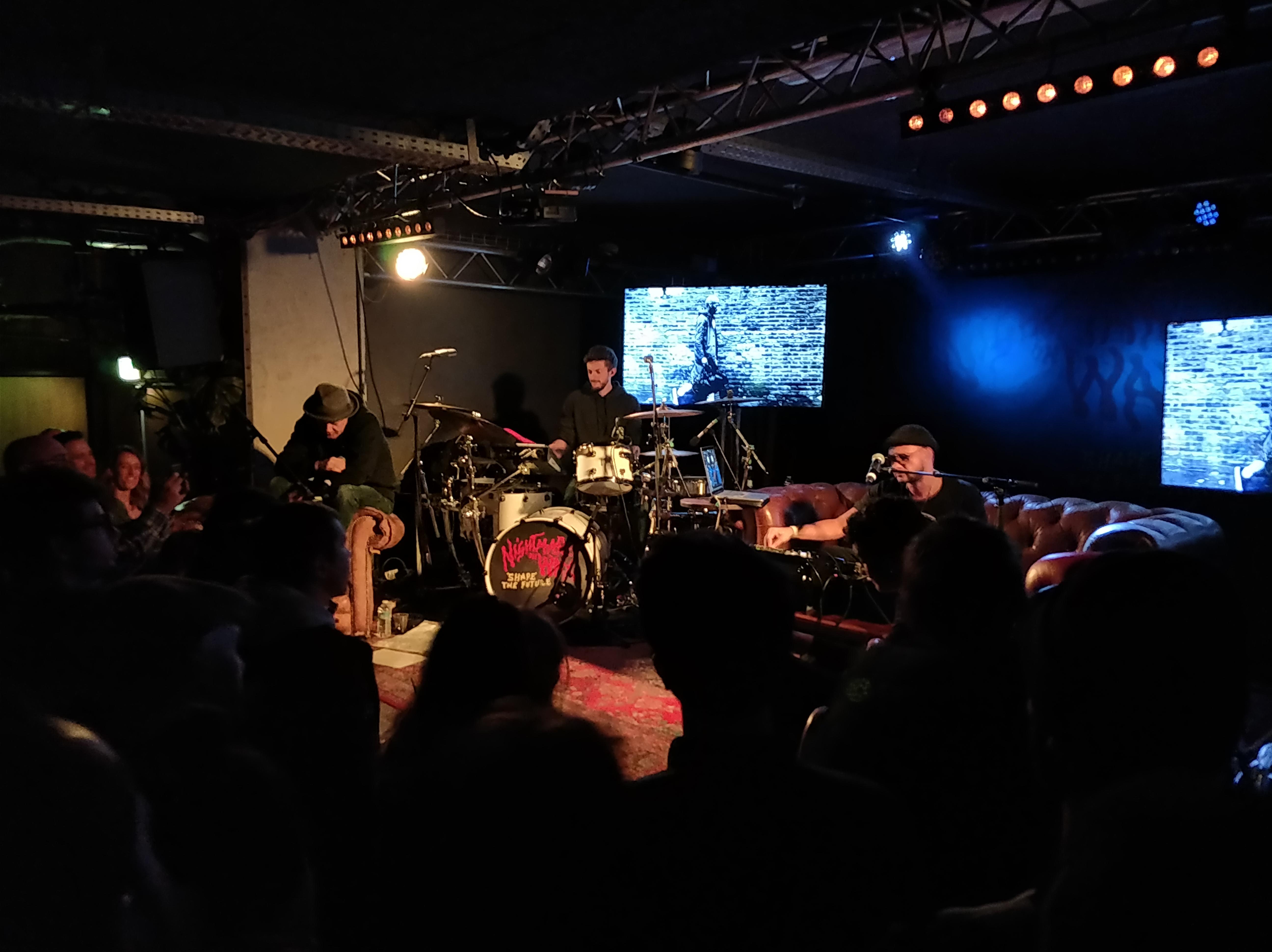
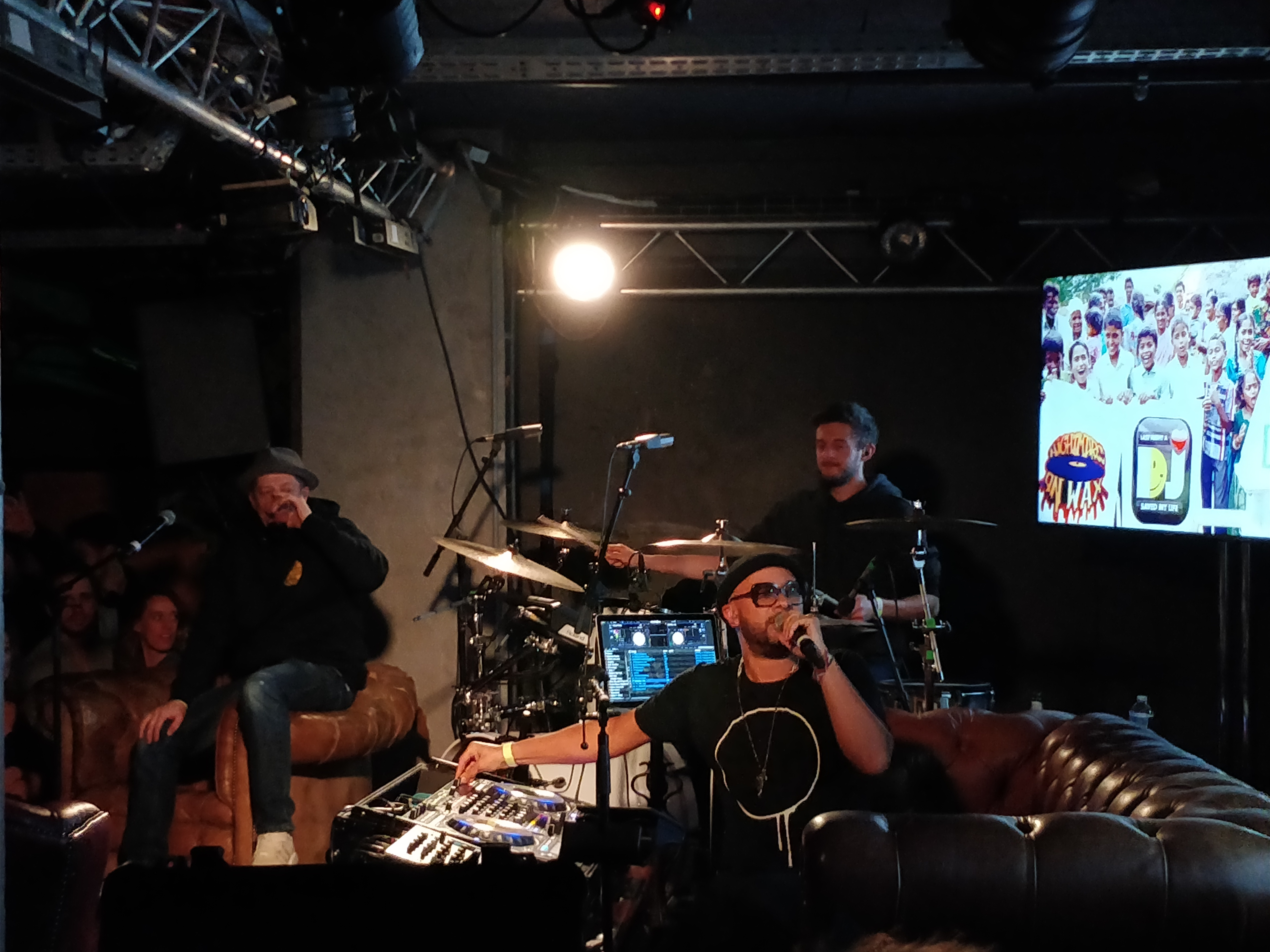

- Flip Ya Lid
- Les Nuits
- You Wish
- Tomorrow
- Tell My Vision
- Shape The Future